# آیا یوریانه
آیا یوریانه (لتونیایی: Aija Jurjāne؛ زادهٔ ۱۵ ژانویهٔ ۱۹۸۸) بازیکن بسکتبال زن اهل لتونی است. وی در بازی‌های المپیک تابستانی ۲۰۰۸ شرکت کرده‌است.